# Hello Sunshine
Hello Sunshine — американская медиакомпания, созданная актрисой и продюсером Риз Уизерспун вместе с Otter Media в 2016 году. В состав Hello Sunshine входит продюсерская компания Pacific Standard, созданная Узерспун и её подругой Бруной Папандрея в 2012 году.

## История
В 2000 году Уизерспун создала компанию Type A Films, а в 2012 объединила её с компанией Бруны Папандрея Bruna Papandrea’s Make Movies в Pacific Standard. Совместно они создали фильмы «Исчезнувшая» и «Дикая», а также сериал HBO «Большая маленькая ложь».
В 2016 они прекратили партнёрство и Риз получила полный контроль над компанией. В том же году она вместе с Seth Rodsky и Otter Media создали Hello Sunshine, медиакомпанию, сфокусированную на женских историях в кино, ТВ и рекламе.
Так же компания курирует книжный клуб Reese’s Book Club x Hello Sunshine, у которого более миллиона подписчиков в инстаграм и более 130 тысяч подписчиков на фейсбуке (по состоянию на июль 2019).
Также Hello Sunshine создала компанию Filmmaker Lab, которая занимается обучением девочек в возрасте от 16 до 19 лет искусству создания кино.
В апреле 2018 Hello Sunshine запустил подкаст How It Is с Дайан Герреро. В октябре того же года стартовал второй сезон подкаста, а в ноябре третий с Келли Маккрири.
В июле 2018 года Hello Sunshine запустил ток-шоу Shine On with Reese с Риз Уизерспун, где она берёт интервью у успешных женщин, чтобы узнать, как им удалось достигнуть своей мечты.
В октябре 2018 года Hello Sunshine запустил подкаст My Best Break-Up с ирландской юмористкой Maeve Higgins.
В феврале 2019 стало известно, что Hello Sunshine получил инвестиции от некоммерческой организации Emerson Collective Лорен Пауэлл Джобс.

### Будущие проекты
Риз и Бруна Папандрея продолжат работать над своими совместными проектами, такими как Luckiest Girl Alive, All Is Not Forgotten и Ashley’s War.
В мае 2017 стало известно, что Hello Sunshine работает над экранизации двух романов Eleanor Oliphant is Completely Fine и Something in the Water. Так же компания анонсировала съёмки документального фильма, посвященного чехословацкой теннисистке Мартине Навратиловой.
В ноябре 2018 стало известно, что Hello Sunshine выкупила права на экранизацию романов The Gilded Years и League of Wives.
На февраль 2019 года Hello Sunshine разрабатывает семь разных телевизионных проектов для разных телеканала, таких как Apple TV+, Hulu, Amazon, ABC и Starz.
В феврале 2020 годы компанией анонсирован релиз третьей части фильма «Блондинка в законе».

## Фильмография

### Фильмы
| Год  | Название             | Оригинальное название | Режиссёр       |
| ---- | -------------------- | --------------------- | -------------- |
| 2014 | Дикая                | Wild                  | Жан-Марк Валле |
| 2014 | Исчезнувшая          | Gone Girl             | Дэвид Финчер   |
| 2015 | Красотки в бегах     | Hot Pursuit           | Энн Флетчер    |
| 2020 | Блондинка в законе 3 | Legally Blonde 3      | TBA            |

### Сериалы
| Год  | Название               | Телеканал |
| ---- | ---------------------- | --------- |
| 2017 | Большая маленькая ложь | HBO       |
| 2018 | Shine On with Reese    | DirecTV   |
| 2018 | Master the Mess        | DirecTV   |
| 2019 | Утреннее шоу           | Apple TV+ |
| 2019 | Сказать правду         | Apple TV+ |

### Подкасты
| Год  | Название           |
| ---- | ------------------ |
| 2018 | How It Is          |
| 2018 | My Best Break-Up   |
| 2019 | And Especially You |